# أوتو أندرسون (منافس ألعاب قوى)
أوتو أندرسون (بالإنجليزية: Otto Anderson)‏ هو منافس ألعاب قوى أمريكي، ولد في 1900 في غوثري في الولايات المتحدة، وتوفي في 1963 في باسادينا في الولايات المتحدة.

## وصلات خارجية
- أوتو أندرسون على موقع أوليمبيديا (الإنجليزية)